# Liste de films tournés aux studios de Bry
Voici une liste de films tournés aux célèbres studios français Studios de Bry à Paris.

La liste qui suit (2 films au 4 novembre 2023) ne demande qu'à être complétée.

## Années 2020

### 2020
- 2022 : Maigret de Patrice Leconte

### 2023
- 2023 : Astérix et Obélix : L’Empire du Milieu de Guillaume Canet